# Amusquillo
Amusquillo is een gemeente in de Spaanse provincie Valladolid in de regio Castilië en León met een oppervlakte van 15,89 km². Amusquillo telt 106 inwoners (1 januari 2016).

## Demografische ontwikkeling

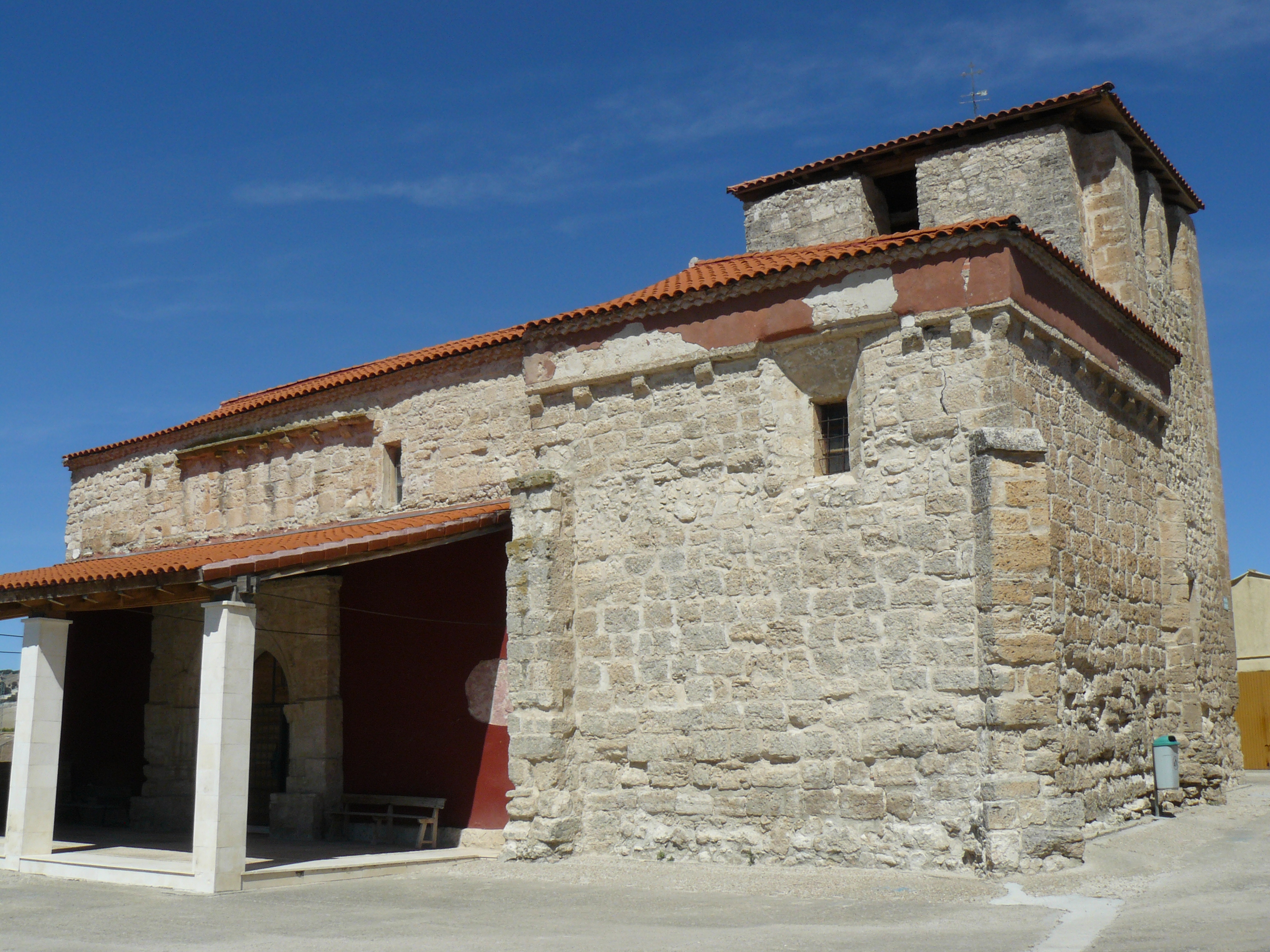
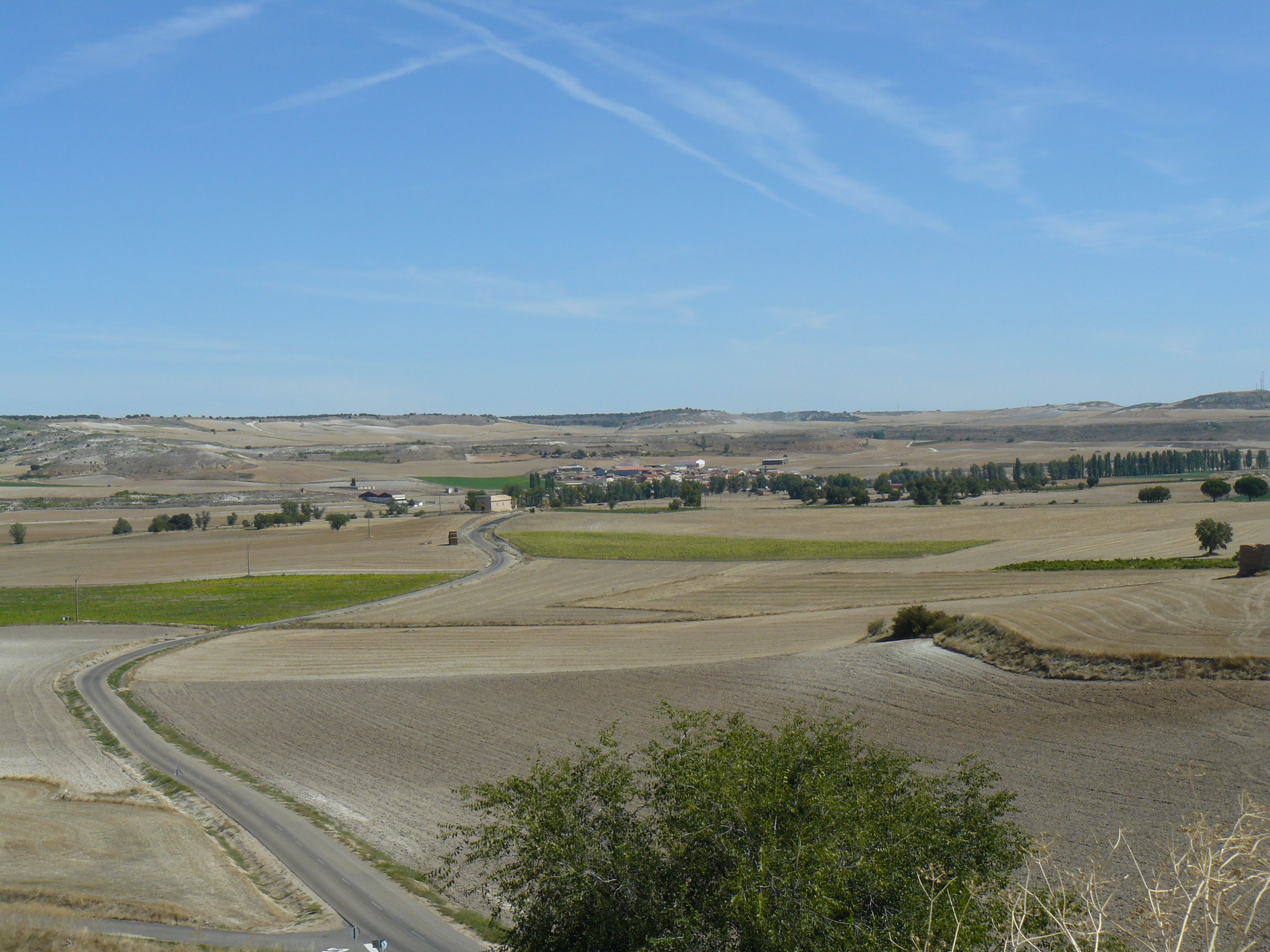

Bron: INE, 1857-2011: volkstellingen